# Les Croûtes
Les Croûtes ist eine französische Gemeinde mit 96 Einwohnern (Stand 1. Januar 2022) im Département Aube in der Region Grand Est (vor 2016 Champagne-Ardenne). Sie gehört zum Kanton Aix-Villemaur-Pâlis im Arrondissement Troyes. 

## Geographie
Les Croûtes liegt etwa 39 Kilometer südwestlich von Troyes. 
Nachbargemeinden sind Soumaintrain im Nordwesten und Norden, Courtaoult im Norden, Chessy-les-Prés im Nordosten, Flogny-la-Chapelle im Osten und Süden, Percey im Südwesten sowie Butteaux im Südwesten und Westen.

## Bevölkerungsentwicklung
| Jahr                       | 1962 | 1968 | 1975 | 1982 | 1990 | 1999 | 2006 | 2011 | 2019 |
| -------------------------- | ---- | ---- | ---- | ---- | ---- | ---- | ---- | ---- | ---- |
| Einwohner                  | 148  | 134  | 138  | 114  | 114  | 113  | 105  | 101  | 93   |
| Quellen: Cassini und INSEE |      |      |      |      |      |      |      |      |      |

## Sehenswürdigkeiten
- Kirche Saint-Sébastien